# Героїв Чорнобиля (парк-пам'ятка садово-паркового мистецтва)
Геро́їв Чорно́биля — парк-пам'ятка садово-паркового мистецтва місцевого значення в Україні. Об'єкт розташований на території міста Черкаси Черкаської області, на вул. Прикордонника Лазаренка. 
Площа — 0,3 га, статус отриманий у 2016 році.